# 小格洛克訥山

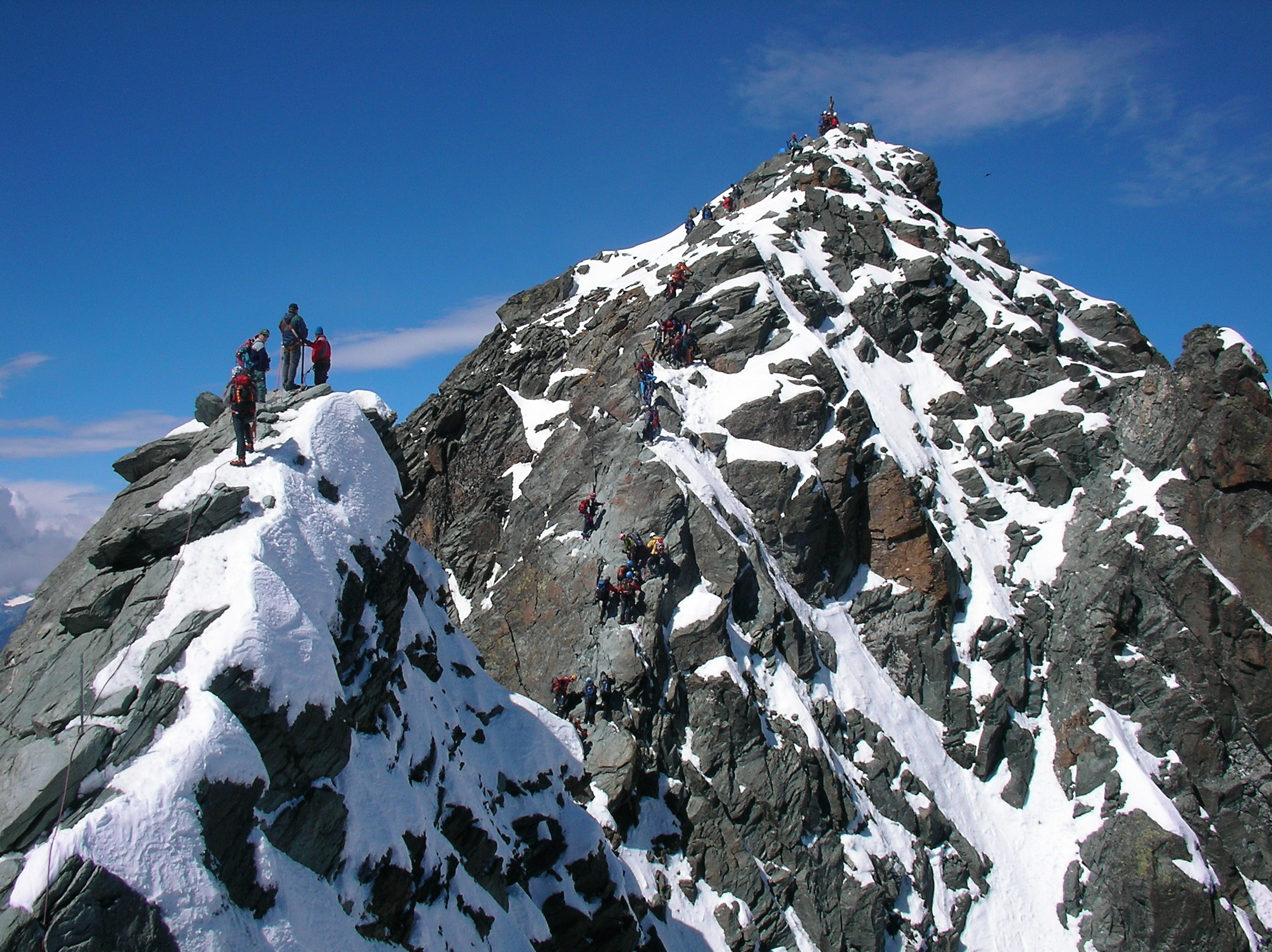

47°4′26″N 12°41′46″E / 47.07389°N 12.69611°E
小格洛克訥山（德語：Kleinglockner），是奧地利的山峰，位於該國南部，處於克恩頓州和蒂羅爾州接壤的邊界，屬於中阿爾卑斯山脈的一部分，海拔高度3,770米，每年平均降雨量2,073毫米，人類在1799年8月25日首次登頂。